# Luisa Cristina de Saboya
Luisa Cristina de Saboya (1629 - 1692). Era la hija mayor de Víctor Amadeo I, duque de Saboya y príncipe del Piamonte. Su madre era la princesa Cristina María de Borbón, hija de Enrique IV de Francia y de María de Médici, hija a su vez del gran duque Francisco I de Toscana y de la archiduquesa austriaca Juana de Habsburgo-Jagellón, hija menor del emperador Fernando I.

## Vida
Nacida en el Castillo del Valentino de Turín, mientras aún gobernaba su abuelo el duque  Carlos Manuel I de Saboya, Luisa Cristina fue la hija mayor del futuro duque Víctor Amadeo I de Saboya y su esposa Cristina María de Francia. Su nacimiento fue recibido con gran alegría, ya que antes de su nacimiento, sus padres habían perdido a un hijo. Sin embargo, al ser mujer y debido a la ley sálica, no podía heredar el Ducado de Saboya. Se decía que no era hija de su padre sino fruto de la supuesta aventura de su madre con un cortesano francés llamado «Pommeuse».
Su padre se convirtió en duque de Saboya en 1630, pero falleció en 1637 y fue sucedido por su hermano Francisco Jacinto, quién falleció un año después y fue sucedido por otro hermano, Carlos Manuel II. Su madre Cristina, asumió la regencia, decisión que fue cuestionada por los tíos de Luisa Cristina, Tomás Francisco, príncipe de Carignano, y el cardenal Mauricio de Saboya, conspirarando contra ella, reclamando la regencia entre ambos. Esto desencadenó una guerra civil en Saboya.
La guerra provocó que Tomás y Mauricio huyeran a España con la vana esperanza de encontrar apoyo. La madre de Luisa Cristina pronto salió victoriosa de las guerras subsiguientes gracias al apoyo de su hermano, Luis XIII. Mauricio regreso a Saboya y como parte de la reconciliación con Cristina se comprometió con su hija mayor.  Mauricio había sido previamente cardenal y tuvo que obtener el permiso del papa Urbano VIII quién consintió el enlace y le dio permiso para abandonar los hábitos. La boda se celebró en Turín el 18 de agosto de 1642, la novia tenía trece años y él de cuarenta y nueve, tras casarse se mudaron a Niza, siendo nombrado Mauricio el gobernador de la ciudad, otro aspecto de la reconciliación. No tuvieron hijos.
Su esposo falleció en 1657 de un accidente cerebrovascular, dejando a Luisa Cristina viuda a los veintisiete años. Mauricio le legó su vasta colección de arte, así como sus cuantiosas deudas. No volvió a casarse y regreso a Turín, viviendo en la Villa de la Reina en las afueras de la ciudad. También contribuyó significativamente a la mejora de la residencia bajo la dirección de Amadeo de Castellamonte. Asimismo, encargó a Guarino Guarini obras en las iglesias de Saboya. Luisa Cristina falleció en la villa y le dejó la propiedad a la esposa de su sobrino, la francesa Ana María de Orleans. Fue enterrada junto a su esposo en la Catedral de Turín, siendo trasladados en 1836 a la Sacra de San Miguel.